# Konrad Baumgarten (Figur)
Konrad Baumgarten oder auch Conrad von Baumgarten ist ein Held des schweizerischen Befreiungsmythos. Die Legende von seinem Leben ist unter anderem im Weissen Buch von Sarnen aufgezeichnet. Als sein Heimatort gilt Altzellen bei Wolfenschiessen in Unterwalden nid dem Wald (Nidwalden).

## Legende
Grund für Baumgartens Flucht war die Tötung des Habsburger Burgvogts zu Rossberg namens Wolfenschiessen, aus Notwehr, weil sich dieser seiner Frau Itta oder Ida in unziemlicher Weise nähern wollte. Baumgarten erschlug Wolfenschiessen bei sich zu Hause im Badezuber mit der Axt. Zu diesem für Wolfenschiessen unrühmlichen Ende kam es wie folgt: Wolfenschiessen war eines Morgens auf dem Rückweg vom am oberen Talende gelegenen Kloster Engelberg zu seiner Burg Rossberg, als ihn bei Altzellen der Anblick einer schönen auf dem Felde arbeitenden Bäuerin betörte. Dies war Itta, die Ehefrau des reichen Bauern von Baumgarten. Wolfenschiessen erkundigte sich nach dem Verbleib ihres Ehemannes, worauf Itta, in der Meinung, Conrad gelte Gefahr, vorgab, er sei ein paar Tage weg, während er in Wirklichkeit nur in den Wald gegangen war und gegen Mittag wiederkommen sollte. Wolfenschiessen verlangte darauf Trank und Speis und betrat ihr Haus, ohne dass sie es ihm zu verwehren wagte. Er verlangte, sie möge ihm ein warmes Bad bereiten, da er müde sei. Als das Bad bereitet war, wurde er zudringlich und forderte Itta auf, mit ihm in den Badzuber zu steigen. Itta, welche um die Macht des ungebetenen Gastes wusste, bekam es mit der Angst zu tun, sträubte sich und hielt ihn mit Reden hin. Zuerst liess sie ihn seine Knechte wegschicken, dann floh sie durch die Hintertür aus dem Haus und erzählte dem gerade heimkehrenden Conrad das Vorgefallene. Baumgarten, die Axt noch in der Hand, betrat sein Haus, sprach ein paar fromme Worte und tötete beherzt den Wolfenschiessen im Bade mit einem einzigen Axtstreich. Daraufhin floh Baumgarten ins Lande Uri. Gemäss Befreiungstradition wurde Baumgartens Tat von Wolfenschiessens Brüdern nicht gerächt. Als Gründe dafür gelten: Baumgarten war ein angesehener und freier Bauer, während Wolfenschiessen als habsburgischer Ministeriale zwar Vogt, aber persönlich unfrei war. Zudem hatte Wolfenschiessen seine Macht missbraucht.

## Rezeption
In Schillers Drama Wilhelm Tell von 1804 spielt die Figur Conrad Baumgarten eine wichtige Rolle: Zu Beginn des Dramas wird Conrad Baumgarten, ein freier, reicher Bauer aus Altzellen, der vor den Häschern des Untervogts Wolfenschiessen an den Urnersee, einen Arm des Vierwaldstättersees, flüchtet, von Wilhelm Tell bei stürmischer See mit dem Boot nach Brunnen im Kanton Schwyz übergesetzt (1. Aufzug, 1. Szene) und nach Steinen bei Schwyz zu Werner Stauffacher in Sicherheit gebracht (1. Aufzug, 2. Szene). Baumgarten ist am Rütlischwur als Vertreter des Standes Nidwalden anwesend – im Gegensatz zu Wilhelm Tell, der die Einladung Stauffachers ablehnt, am Rütlischwur teilzunehmen, (1. Aufzug, 3. Szene). Schiller legt Baumgarten bei der Rütlischwur-Szene unter anderem folgende Worte in dem Mund: «Wo’s halsgefährlich ist, da stellt mich hin!/ Dem Tell verdank ich mein gerettet Leben,/ Gern schlag ich’s in die Schanze für das Land;/ Mein Ehr’ hab ich beschützt, mein Herz befriedigt.» (2. Aufzug, 2. Szene, 1433–1436).